# Peromyscus truei
Peromyscus truei és una espècie de mamífer rosegador de la família dels cricètids. Viu a altituds de fins a 2.300 msnm a Mèxic i els Estats Units. El seu hàbitat natural són les zones rocoses situades en boscos de diferents tipus, així com matollars desèrtics, chaparral i penya-segats. És una espècie en risc mínim, és a dir, no sembla que hi hagi cap amenaça significativa per a la seva supervivència.
L'espècie fou anomenada en honor del biòleg estatunidenc Frederick William True.